# Arnon Grünberg
Pour les articles homonymes, voir Grünberg et Arnon (homonymie).
Arnon (Yasha Yves) Grünberg est un romancier néerlandais né le 22 février 1971 à Amsterdam. Il a l'habitude d'orthographier son nom de famille sans umlaut : Grunberg.

## Biographie
L'auteur publie son premier roman à l'âge de vingt-deux ans, Lundis bleus connaît immédiatement un vif succès en Europe et est traduit en treize langues. Depuis, Arnon Grünberg vit à New York. En 2009 il obtient le prix Constantijn Huygens.
Arnon Grünberg a publié quelques ouvrages sous le pseudonyme hétéronyme Marek van der Jagt, ce qui lui a permis de remporter deux fois le prix Anton Wachter du meilleur premier roman (pour Lundis bleus en 1999 sous le nom Arnon Grünberg, et pour Histoire de ma calvitie sous le nom Marek van der Jagt en 2000). Il est également l'auteur de scénarios pour le cinéma et le théâtre et a joué dans trois films dont De Kassière en 1989. Il est considéré comme l'un des plus grands écrivains contemporains néerlandais.

## Prix et distinctions
Parmi ses distinctions :
- Prix Anton Wachter 1999 pour Lundis bleus
- Prix Anton Watcher 2000 pour Histoire de ma calvitie
- Prix Ako 2000 pour Douleur fantôme
- Prix Libris  pour Tirza
- Gouden Uil ("Chouette d’or") pour Tirza
- Prix Constantijn Huygens 2009
- Livre « Coup de cœur » du Prix littéraire des jeunes Européens[4] 2010 pour son roman Tirza (Actes Sud, 2009)
- Prix P.C. Hooft 2022